# José Joaquín Márquez y Donallo
José Joaquín Márquez y Donallo, (n. 1776, Salvatierra de Miño, Pontevedra - f. ) fue un militar español que destacó durante la Guerra de la Independencia Española contra la ocupación napoleónica, y  posteriormente en la  defensa del dominio español durante la Guerra de Independecia de México.

## Biografía militar

### España

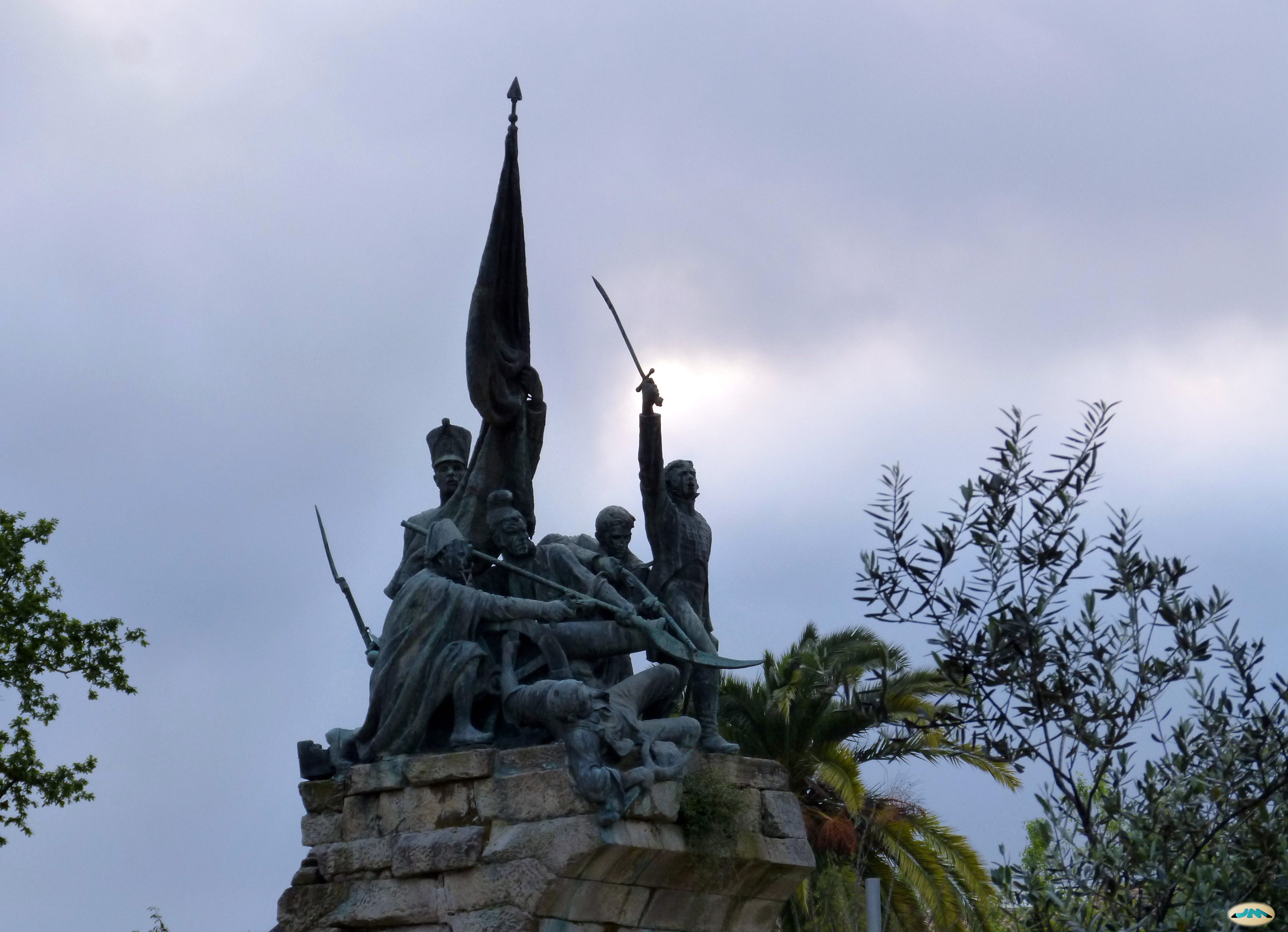
Monumento a los Héroes de Pontesampaio.

De familia de la pequeña nobleza de Galicia, desarrolló funciones en la administración de las rentas reales,  actuando como contador de Partido y administrador de rentas de Santa María de Vilamaior da Boullosa (Baltar).
Durante la invasión napoleónica, fue nombrado comisario de guerra y organizó la creación de la Junta de Lobeira (Orense). Creó un regimiento del que tomó el mando como coronel. Este regimiento fue creado con la ayuda de vecinos y parrócos locales, formado para defender sus tierras y familias del avance francés. 
Márquez se puso en marcha hacia Tuy con el primer Batallón de Voluntarios de Lobeira el 26 de marzo de 1809. La primera acción de Márquez fue pasar a Portugal, al mando de quinientos soldados, sumado con voluntarios, y con los que se enfrentó a los franceses en la Sierra de Laroco en Orense. El batallón se unió a la División del Miño. 
Entre sus numerosas acciones sobresalen: 
- El asedio a Tuy
- La toma de Santiago de Compostela (23 de mayo de 1809),
- El Puente Sampayo y Puente Caldelas.

El marqués de la Romana, incorporó el batallón de Marquéz a su ejército. Intervino en el ataque a Medina del Campo y el combate de Alba de Tormes.

### México
En el año 1812, el gobierno constitucional le destinó al frente de su batallón de voluntarios de Lobera para la defensa de la monarquía en Nueva España. Militar activo, allí sostuvo las armas reales durante 11 años hasta su regreso a España en 1822. Durante la campaña contra el Ejército Trigarante, consigue levantar el sitio de Acapulco del asedio insurgente. A su regreso a Ciudad de México, muy crítico con la pasividad del virrey Apodaca, este le encomienda una arriesgada comisión con el gobierno español, siendo hecho prisionero apenas traspasa las líneas españolas. Perdió a su hijo, capitán, en una de aquellas últimas acciones de guerra.

### Últimos años
En 1823, en pleno periodo de la Década Ominosa, regresó a España y pasó a Mallorca, donde se le acusó de estar involucrado en una de las tantas conspiraciones liberales, por lo que fue perseguido y postergado por los partidarios serviles. En sus últimos años, en 1833, viviendo en la precariedad, su pensión fue solicitada por sus hijas aunque no fue resuelta por el gobierno absoluto.